# Wauna (Oregon)
Wauna az Amerikai Egyesült Államok északnyugati részén, Oregon állam Clatsop megyéjében elhelyezkedő önkormányzat nélküli település.